# Denkmal (Gedenken)

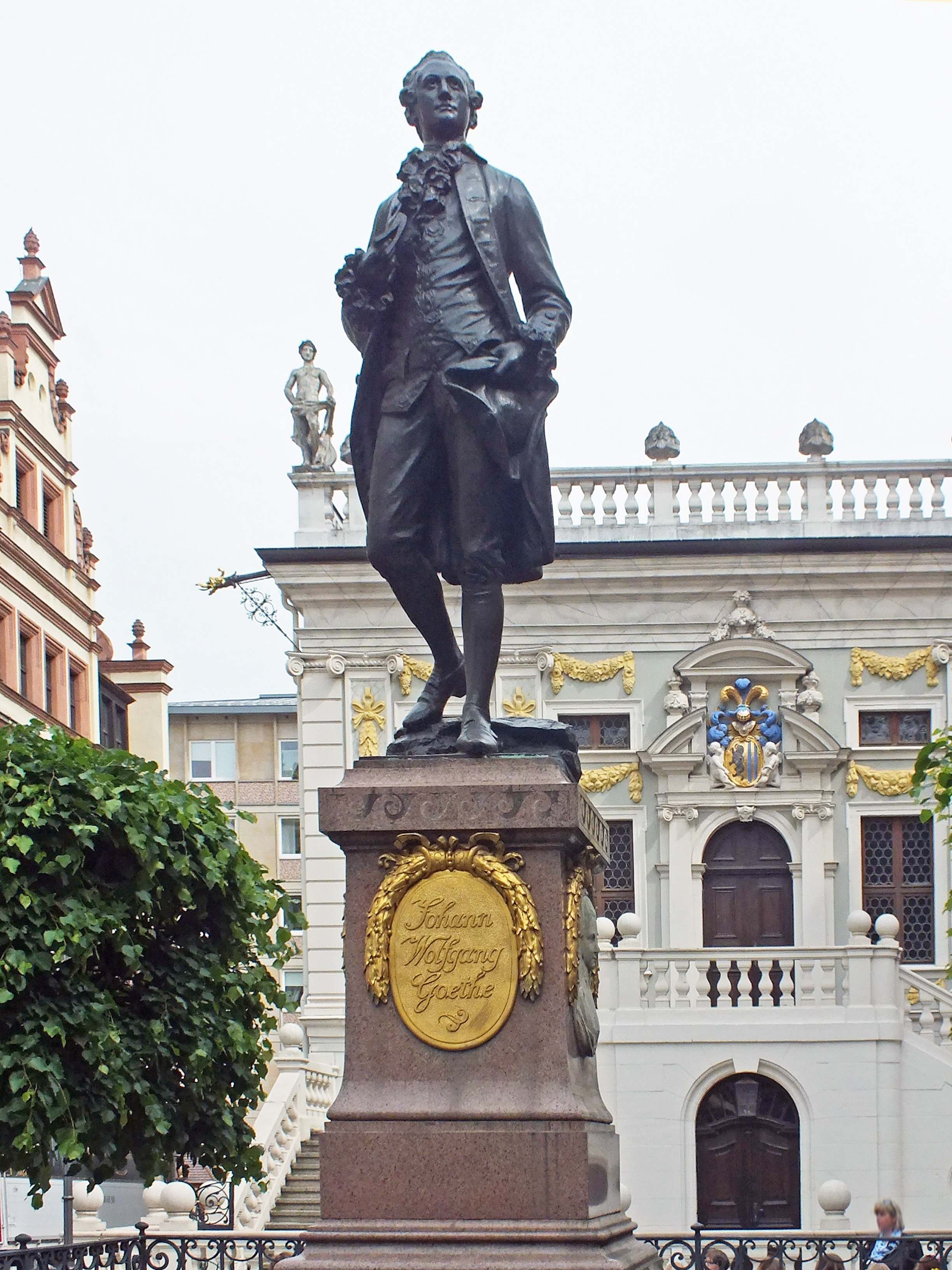
Personendenkmal: Goethedenkmal in Leipzig

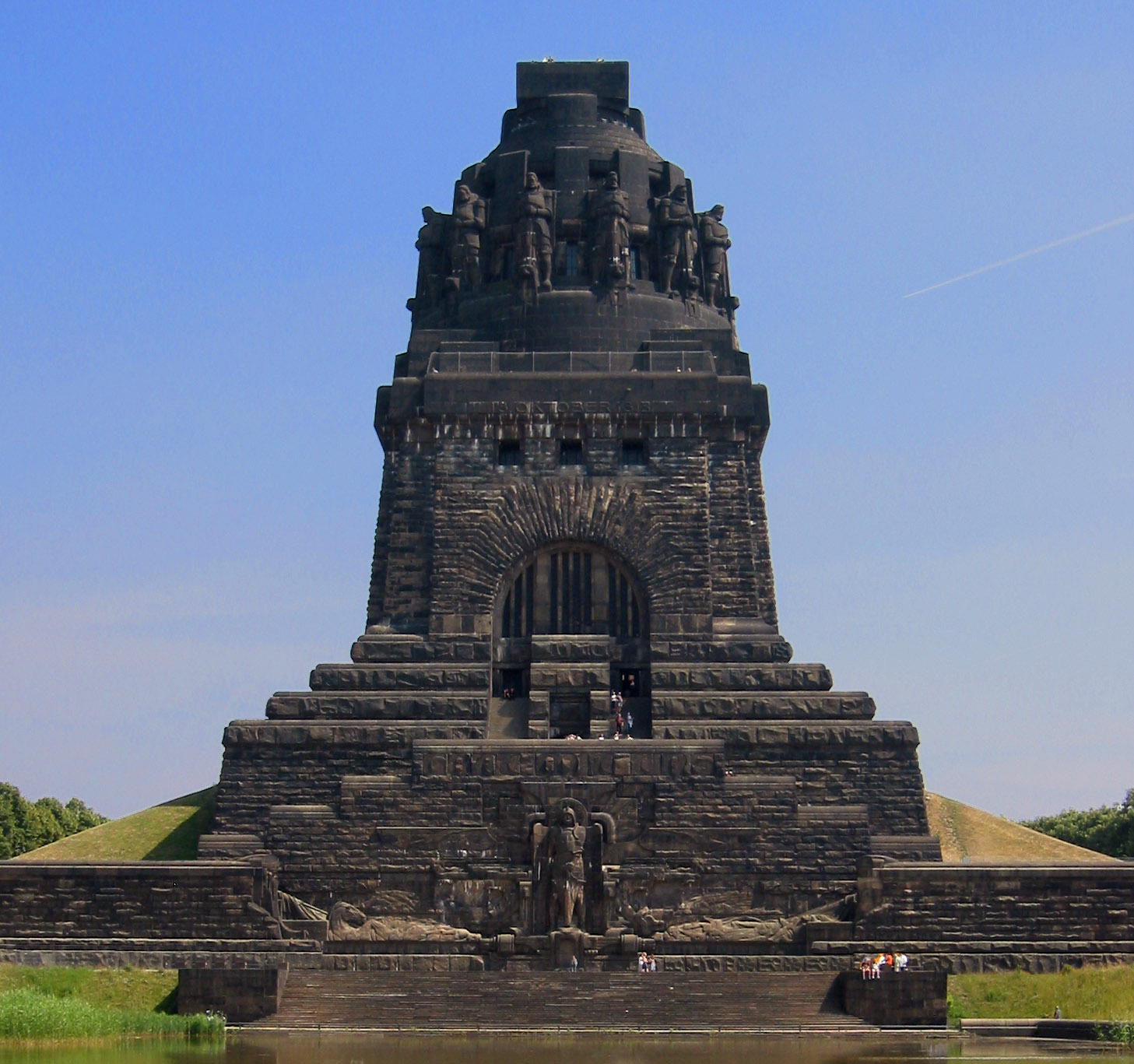
Ereignisdenkmal: Völkerschlachtdenkmal

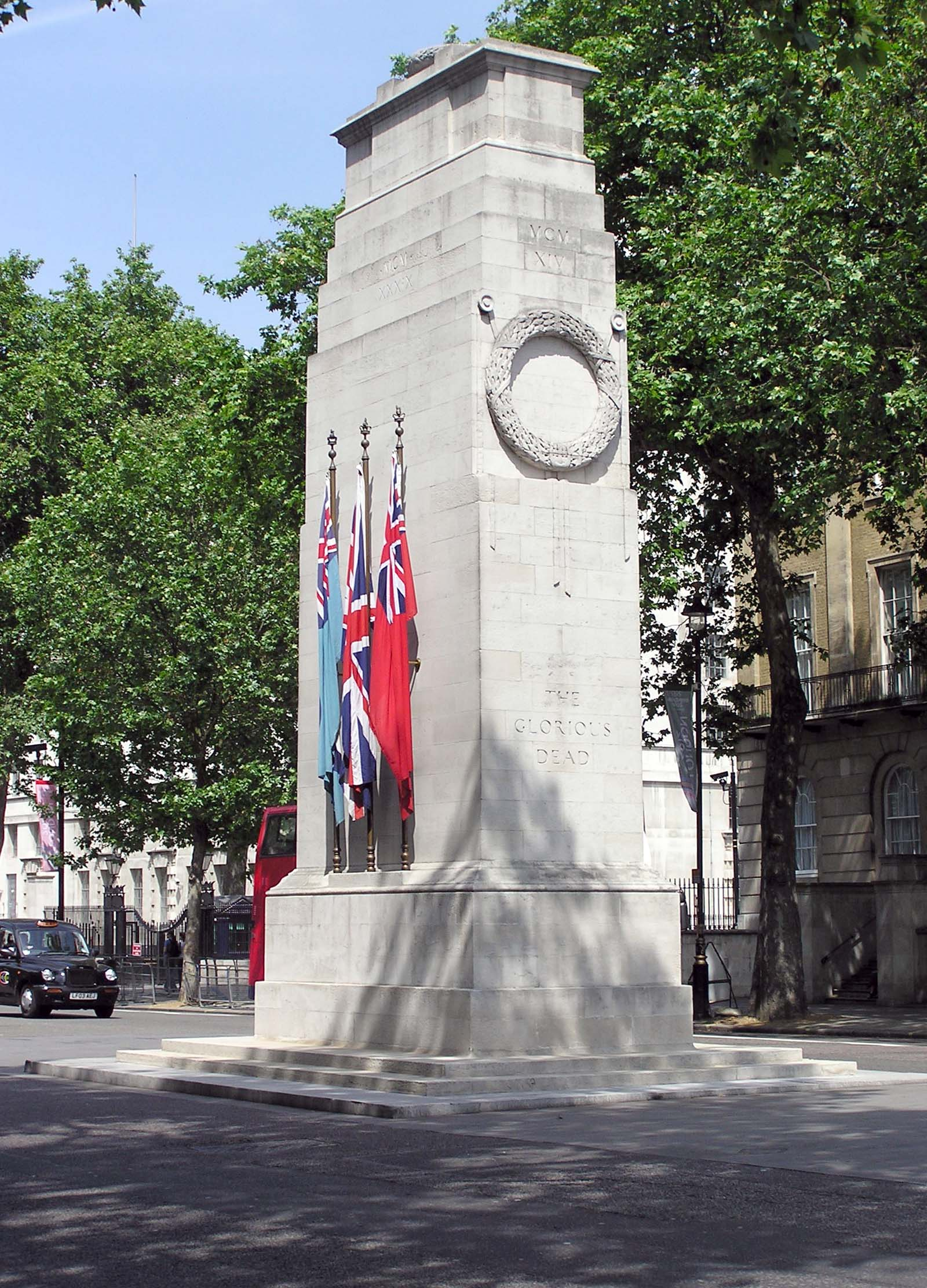
Kenotaph in Whitehall

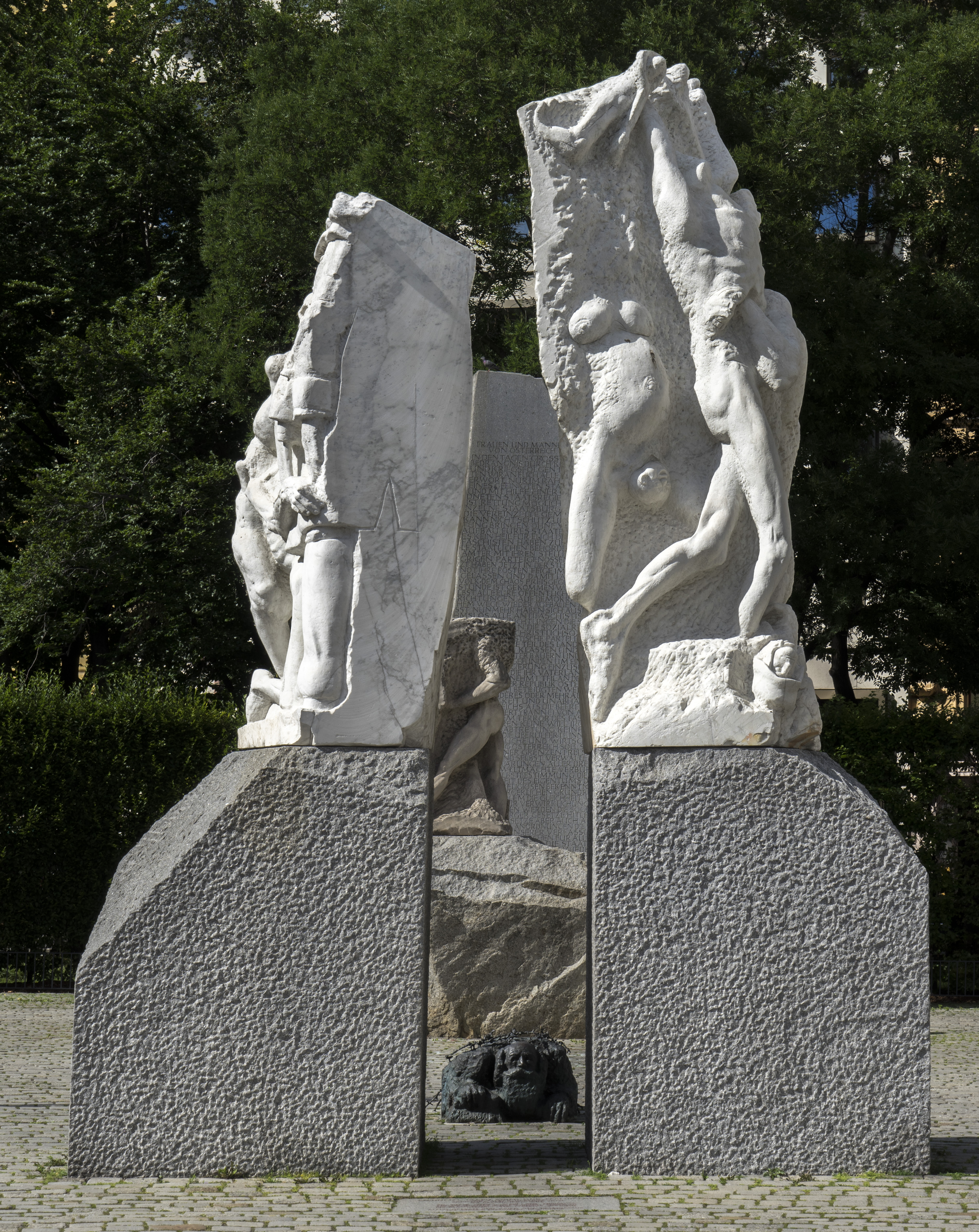
Mahnmal gegen Krieg und Faschismus, Wien

Ein Denkmal als Werk des gezielten Gedenkens ist laut Duden eine „zum Gedächtnis an eine Person oder ein Ereignis errichtete, größere plastische Darstellung“. Ein Monument ist laut Duden ein großes Denkmal, Ehrenmal oder Mahnmal. Denkmale sind zumeist künstlerisch gestaltete Objekte der Bildhauerei oder der Baukunst und stehen wegen der gewollten Hervorhebung oft auf einem Sockel oder Postament.

## Denkmal-Begriff, Unterscheidungen, Abgrenzungen
Schöpfer des deutschen Begriffs Denkmal war Martin Luther in seiner Bibelübersetzung, als er ein deutsches Gegenstück für das griechische mnemosynon und das lateinische monumentum wählte. Monumentum geht auf das lateinische monumentum zurück, abgeleitet vom Verb monere für „erinnern“ oder „mahnen“, womit der besondere Charakter des gezielten Erinnerns ausgedrückt wird.
Vom Denkmal für das gezielte Gedenken werden die Kulturdenkmale vergangener Epochen unterschieden, denen erst rückwirkend bestimmte zeugnishafte Bedeutung zugesprochen wurde. Sogenannte „gewollte Denkmale“ können später zu „gewordenen Denkmalen“ (Kulturdenkmalen) werden; diese denkmaltheoretische Unterscheidung formulierte schon 1903 der österreichische Kunsthistoriker und Denkmalpfleger Alois Riegl. Zu der damit im allgemeinen Sprachgebrauch einher gehenden Mehrdeutigkeit des Begriffs Denkmal sowie zur Wortherkunft und Begriffsgeschichte siehe die Hauptartikel: → Denkmal und → Kulturdenkmal.
Es gibt etliche Objekte, die der Erinnerung dienen, die aber keine plastischen Werke und deshalb keine Denkmale sind. Dazu gehören etwa Gedenktafeln, Stolpersteine, Gedenkzimmer und Gedenkbäume. Weitere Objekte dieser Art finden sich in der Kategorie:Werk (Gedenken).
Schriftdenkmale sind keine beschrifteten Denkmale, sondern als besonders bedeutend erkannte historische Schrifturkunden; vgl. Monumenta Germaniae Historica (MGH).
Gedenksteine und Grabmäler sind als Denkmale anzunehmen, wenn es sich laut obiger Definition um größere plastische Werke handelt. Kleine Gedenksteine sind keine Denkmale. Dasselbe gilt für große Gedenksteine, die nur mit einer Inschrift oder Gedenkplatte versehen sind und sonst nicht bearbeitet wurden.

## Arten von Denkmalen
Denkmale lassen sich folgendermaßen einteilen:
- thematisch, z. B. Herrscherdenkmal, Grabmal, Kenotaph, Mausoleum, Kriegerdenkmal, Mahnmal, Nationaldenkmal, Gegendenkmal
- baulich, z. B. Statue, Reiterstandbild, Gedenksäule, Stele, Bildstock

Manche Denkmaltypen haben sowohl thematische und bauliche Merkmale. Zum Beispiel soll ein Triumphbogen an einen Feldherrn oder Kaiser und an ein ruhmreiches Ereignis erinnern („Triumph“) und ist zugleich ein Gebäudetyp.

## Funktion und Wirkung
Denkmäler sollen an Personen oder Ereignisse erinnern, sie vermitteln aber auch übergeordnete Botschaften. In vordemokratischen Zeiten waren sie ein Verbindungsglied zwischen herrschender Klasse und Bürgerschicht. Die „oberen Schichten“ vermittelten dem Volk die Ideale ihrer Zeit. Auch das noch in sozialistischer DDR-Tradition stehende Lexikon der Kunst merkte entsprechend dazu an: „D[enkmäler] propagieren meist die herrschenden Ideen und führenden Persönlichkeiten der jeweiligen hist[orischen] Formation bzw. ihrer einzelnen Perioden und entfalten deshalb eine aktive gesellschaftspolit[ische] Wirksamkeit.“
Denkmäler „vergegenwärtigen unser Erbe, konfrontieren uns mit einer fortwirkenden Vergangenheit, die – beharrlich, unbarmherzig, bisweilen auch versöhnlich – in unsere Gegenwart hineinragt“. Helmut Scherf bemerkte: „Was Denkmal ist, hängt immer davon ab, welchen Stellenwert das herrschende oder als Tradition überkommende Bewußtsein einer spezifischen historischen und gesellschaftlichen Situation ihm beimißt.“
Zur sich wandelnden Rezeption der ursprünglich mit einer bestimmten Zielsetzung aufgerichteten Gedenk-Denkmäler schrieb der Historiker Reinhart Koselleck: „Jede Selbstaussage eines Denkmals setzt Grenzen, innerhalb derer seine Rezeption freigegeben wird. Sie sind nicht beliebig ausdehnbar. Entweder kann die Botschaft eines Denkmals rituell wiederholt werden, oder das Denkmal wird – soweit möglich – umgewidmet, sonst gestürzt oder vergessen. Die sinnlichen Spuren der Erinnerung, die ein Denkmal enthält, und die Wege seiner Rezeption laufen […] auseinander. Die Empfangsbereitschaft der Betrachter kann politisch – und religiös – aufgeladen bleiben oder verlöschen. […] Zurück bleibt, aufgrund seiner Selbstaussage, die ästhetische Qualität des Denkmals.“ Sören Philipps schlussfolgerte daraus: „Bei materiellen Überresten rein ästhetischer Funktion befindet man sich also in der Geschichte statt im lebendigen Gedächtnis.“
Eine denkmaltheoretische Sonderrolle hinsichtlich ihrer Funktion und Wirkung nehmen die sogenannten Gegendenkmale ein. Diese stellen zu bestehenden und politisch umstrittenen Denkmälern, deren Aussage man nicht mehr unterstützt, eine andere Aussage (Antithese) dar.  Siehe Hauptartikel: → Gegendenkmal
Nach politischen Umstürzen wurden vielfach Denkmäler in Frage gestellt, kontrovers diskutiert und beseitigt, so nach 1933 solche aus der Weimarer Republik durch die Nationalsozialisten, nach 1945 nationalsozialistische Denkmäler durch die Besatzungsmächte und nach dem Ende der DDR kommunistische Denkmäler.
- Denkmalsockel
- Postament